# Croton stipulaceus
Croton stipulaceus är en törelväxtart som beskrevs av Carl Sigismund Kunth. Croton stipulaceus ingår i släktet Croton och familjen törelväxter. Inga underarter finns listade i Catalogue of Life.